# 6835 Molfino
6835 Molfino este un asteroid din centura principală, descoperit pe 30 aprilie 1994, de Antonio Vagnozzi.